# Royal Holiday
 (octobre 2023).
Si vous disposez d'ouvrages ou d'articles de référence ou si vous connaissez des sites web de qualité traitant du thème abordé ici, merci de compléter l'article en donnant les références utiles à sa vérifiabilité et en les liant à la section « Notes et références ».
 (octobre 2023).
La mise en forme du texte ne suit pas les recommandations de Wikipédia : il faut le « wikifier ».
Les points d'amélioration suivants sont les cas les plus fréquents. Le détail des points à revoir est peut-être précisé sur la page de discussion.
- Les titres sont pré-formatés par le logiciel. Ils ne sont ni en capitales, ni en gras.
- Le texte ne doit pas être écrit en capitales (les noms de famille non plus), ni en gras, ni en italique, ni en « petit »…
- Le gras n'est utilisé que pour surligner le titre de l'article dans l'introduction, une seule fois.
- L'italique est rarement utilisé : mots en langue étrangère, titres d'œuvres, noms de bateaux, etc.
- Les citations ne sont pas en italique mais en corps de texte normal. Elles sont entourées par des guillemets français : « et ».
- Les listes à puces sont à éviter, des paragraphes rédigés étant largement préférés. Les tableaux sont à réserver à la présentation de données structurées (résultats, etc.).
- Les appels de note de bas de page (petits chiffres en exposant, introduits par l'outil «  Source ») sont à placer entre la fin de phrase et le point final[comme ça].
- Les liens internes (vers d'autres articles de Wikipédia) sont à choisir avec parcimonie. Créez des liens vers des articles approfondissant le sujet. Les termes génériques sans rapport avec le sujet sont à éviter, ainsi que les répétitions de liens vers un même terme.
- Les liens externes sont à placer uniquement dans une section « Liens externes », à la fin de l'article. Ces liens sont à choisir avec parcimonie suivant les règles définies. Si un lien sert de source à l'article, son insertion dans le texte est à faire par les notes de bas de page.
- La présentation des références doit suivre les conventions bibliographiques. Il est recommandé d'utiliser les modèles {{Ouvrage}}, {{Chapitre}}, {{Article}}, {{Lien web}} et/ou {{Bibliographie}}. Le mode d'édition visuel peut mettre en forme automatiquement les références.
- Insérer une infobox (cadre d'informations à droite) n'est pas obligatoire pour parachever la mise en page.

Pour une aide détaillée, merci de consulter Aide:Wikification.
Si vous pensez que ces points ont été résolus, vous pouvez retirer ce bandeau et améliorer la mise en forme d'un autre article.
 (octobre 2023).
Royal Holiday a commencé ses opérations en 1983, et une présence aux États-Unis, aux Caraïbes en Amérique du Sud, en Europe et au Mexique. Royal Holiday possède sa propre chaîne d’hôtels, Park Royal, avec des établissements à Cancún, Cozumel, Acapulco, Ixtapa, Puerto Vallarta, Los Cabos et Porto Rico MiamiArgentine.

## Dates clés
- 1983 Commence à opérer à Acapulco, Cancún et Cozumel.
- 1988 Lance l’adhésion multi-resort.
- 1993 Crée un concept novateur basé sur un « Système de Points » appelé Crédits Vacances.
- 1995 Royal Holiday devient international en offrant des destinations en Amérique du Sud, en Afrique et au Moyen-Orient.
- 1998 Achat de la deuxième partie de l’hôtel Park Royal Cancún, l’une des destinations favorites des adhérents.
- 2006 Propriétaire de 8 hôtels : Park Royal Hotels & Resorts situés à Cancún, Cozumel, Acapulco, Ixtapa, Puerto Vallarta, Los Cabos et Porto Rico.
- 2009 Offre à ses plus de 70 000 adhérents, 180 destinations dans le monde entier, et des itinéraires de croisière avec les meilleurs compagnies de navigation.
- 2018 Offre à ses 130.000 membres, 210 destinations dont 14 hotels de la marque Park Royal (5* et diamant) et plus de 3000 itinéraire de croisières. L'hotel Grand Park Royal à Cancún a été totalement rénové. Un investissement de 7 millions de dollars en cash.

## Présence internationale
Royal Holiday a des bureaux en Espagne, au Mexique, à Porto Rico, à Nassau Grand Bahamas, en République dominicaine, en Argentine et au Brésil.